# Варага
Варага — река в России, протекает в Республике Удмуртия. Устье реки находится на 1-м километре левого берега реки Варали. Длина Вараги составляет 10 км, площадь водосборного бассейна — 18,1 км².

## Данные водного реестра
По данным государственного водного реестра России, Варага относится к Камскому бассейновому округу, водохозяйственный участок реки — Кама от Нижнекамского гидроузла и до устья, без реки Вятка. Речной подбассейн Вараги — бассейны притоков Камы до впадения Белой, речной бассейн — Кама.